# بيلين رويدا
بيلين رويدا (بالإسبانية: Belén Rueda)‏ هي عارضة ومقدمة تلفزيونية وممثلة إسبانية، ولدت في 16 مارس 1965 بمدريد في إسبانيا.

## أعمال

### أفلام
- (2004) البحر بداخله[4]
- (2012) الجسد
- (2018) سراب
- (2018) مذكرات سارة

## وصلات خارجية
- بيلين رويدا على موقع IMDb (الإنجليزية)
- بيلين رويدا على موقع ألو سيني (الفرنسية)
- بيلين رويدا على موقع تيرنر كلاسيك موفيز (الإنجليزية)
- بيلين رويدا على موقع أول موفي (الإنجليزية)
- بيلين رويدا على موقع قاعدة بيانات الأفلام السويدية (السويدية)
- بيلين رويدا على موقع قاعدة بيانات الفيلم (الإنجليزية)
- بيلين رويدا على موقع كينوبويسك (الروسية)